# Назва української мови
У різні історичні періоди на території України одночасно використовувалися декілька мов, найчастіше їх було принаймні три: для церкви, для офіційного вжитку та розмовна мова. 

## Історичні назви

### Київська Русь
За часів Русі, коли паралельно вживалися три мови — церковнослов'янська (самоназва «словѢнскъ ѧзыкъ» — сучасною орфографією «словінський язик») для богослужінь, давньокиївська писемно-літературна (або давньоруська, давньоукраїнська, самоназва «рѹскыи ѧзыкъ» — сучасною орфографією «руський язик») для офіційного діловодства, та п'ять розмовних діалектів (два з них — києво-поліський та галицько-подільський — утворили українську мову) — розмовна мова Півдня Русі мовцями найімовірніше називалася «руським язиком» або «руською бесідою», тобто вживалася та сама назва, що й для відмінної від неї давньокиївської писемно-літературної мови. Ю. Шевельов називає цей період розвитку української мови «давньоукраїнським».

### Велике князівство Литовське
У Великому князівстві Литовському так само одночасно вживалося кілька мов — церковнослов'янська для богослужінь, канцелярська (актова) мова Великого князівства Литовського (або західноруська писемна мова, староукраїнська мова, старобілоруська мова, писемна українсько-білоруська мова, книжна українсько-білоруська мова, самоназва «рускыи єзыкъ» — сучасною орфографією «руський єзик») для діловодства, та розмовна українська мова — самоназвою розмовної мови півдня Великого князівства Литовського була назва «руський язик» або «руська мова», а також «про́ста мова» (тобто вживалася та сама назва, що й для відмінної від неї офіційної канцелярської мови ВКЛ). Ю. Шевельов називає цей період розвитку української мови «ранньосередньоукраїнським».

### Річ Посполита
У Речі Посполитій також одночасно вживалося декілька мов — латинська, польська, церковнослов'янська мови (у І. Ужевича — «lingua sacra» тобто «священна мова»), староукраїнська писемна мова, що увібрала в себе елементи розмовної української, а також церковнослов'янської, латини та польської (самоназви «руська мова», «про́ста мова», у І. Ужевича — «lingua popularis» тобто «народна мова») та відмінна від староукраїнської писемної розмовна українська мова (її самоназвами були так само «руська мова», «про́ста молва», «про́ста мова»). За Ю. Шевельовим цей період у розвитку розмовної української мови є «середньоукраїнський».

### Гетьманщина
У Гетьманщині українську мову називали «руською», «малоруською» або «козацькою мовою».

### Російська імперія
У Російській імперії українську мову офіційно називали «малоруською мовою» або «наріччям», «малоросійською мовою», «південноруською мовою», «південноросійською мовою» тощо. За Ю. Шевельовим XVIII ст. є «пізньосередньоукраїнським» періодом у розвитку української мови, а XIX-XXI ст. — «сучасним» періодом.
Також у різних регіонах та в різні часи побутували назви «російська бесіда» (на позначення саме української мови, а не мови росіян), «простий руський діялект», «русинська мова», «руснацька мова», «русняцька мова», «угроруська мова», «карпаторуська мова», «підкарпатське наріччя», «козача мова», «рідна кубанська мова», «наша мова», «простонародна мова» тощо. Іноземцями зрідка вживалися також назви «черкаська мова», «сарматська мова», «роксоланська мова».

### Австро-Угорщина
Історично найвживанішою назвою української мови до середини XIX ст. була назва «руська мова».
Латиною українська мова («руська мова») називалася «lingua ruthenica» / «lingua ruthena», від латинської назви Русі «Ruthenia» та українців (русинів) «Rutheni» (звідси англ. Ruthenian language, фр. langue ruthène, ісп. idioma ruteno, нім. Ruthenisch та слов'янські болг. рутенски език, словац. ruténčina). 
«Русинською мовою» (пол. język rusiński) вперше українську мову («руську мову») назвали поляки (це польський прикметник від попередньої самоназви українців «русини»). В Австрійській імперії та з 1867 р. в Австро-Угорщині німецькою українська мова називалася «Ruthenische Sprache». 
Нижче подано зведену таблицю мов, що їх використовували в Україні, за Ю. Шевельовим (з зазначенням варіантів назв).

## Сучасна загальновживана назва мови
Сучасна назва мови — «українська мова» — є історично недавньою : на Закарпатті цю назву почали використовувати у 20-х — 30-х р.р. XX ст.
Хоча назва — «Україна» — вперше зафіксована в «Іпатіївському літописі» ще в 1187 р., словом «Оукраїна»(читається як Україна) у стосунку до поняття прикордонних укріплень Русі чи до земель різних князівств(таких як Рязанська "Оукраїна", Переяслівська "Оукраїна", Псковська "Оукраїна"), але не мала етнічного сенсу. Уривок з літопису про смерть Володимира Глібовича: "…и плакашася по нем всі переяславци… бе бо князь добр и крепок на рати… и о нем же оукраина много постона…", що означає що по князю тужив весь Переяслівський край(тобто князівство) та прикордонна застава на східній межі Переясловського князівства, де він і помер в битві проти половців. Термін  «українська»  до  мови широко почав вживатися лише у XIX ст. (наприклад, у Т. Шевченка — у 1854 р. паралельно з назвою «наша мова», у Східній Галичині з 1849 р.)
Історично найвживанішими визначеннями української мови були:
- «руська мова» (а також численні варіанти на кшталт «руський язикъ», «рускии языкъ», «роускии языкъ», «мова руская», «слови руски», «руске писмо», «річ руская», «про́стии рускій діялектъ», «руська бесіда», «русьскыи ѩзыкъ» тощо). Такі назви використовувалися на всіх історичних українських землях без винятку.
- «малоросійська мова» (а також такі форми як «малоруська мова», «малоросійське наріччя», «малоруський язик», «малоруська бесіда», у М. Лучкая латинська назва — «lingua parvo-russica» «малоросійська мова» тощо). Ці назви широко використовувалися у Центральній та Східній Україні, на Східній Галичині та Закарпатті. До XIX ст. такі назви не вважалися образливими — «Малою Росією» від 1303 р. у церковній традиції називалося спочатку Галицько-Волинське князівство, потім цю назву було перенесено на лівобережну Гетьманщину, а згодом на всю Україну (на землі в складі Московії / Російської імперії і в Австро-Угорщині).
- «русинська / рутенська мова» від приєднання Східної Галичини до імперії Габсбургів; ця назва спочатку вживалася у Східній Галичині та у Північній Буковині, а в кінці XIX ст. була прийнята у Закарпатті, витіснивши назви «руснацька / русняцька бесіда / мова / язик». Назва «русинська мова» була офіційною, народна назва мови залишалася попередньою — «руська мова».
- «про́ста мова», що вживалася в середні віки щодо розмовної української мови, на відміну від літературних церковнослов'янської та книжної українсько-білоруської мови.
- «південноросійська», «південноруська», «южноруська», «югова-руська мова» — назви найчастіше використовувалися у Центральній та Східній Україні, а також у Східній Галичині.

- «угроруська» та «карпаторуська мова» до 1944 р. виключно на Закарпатті (паралельно з назвами «руська мова», «підкарпатське наріччя», «русинська мова», «руснацька мова» тощо).
- «козача», «рідна кубанська мова», а також «кубанське наріччя» / «кубанський говір» / «балачка» на Кубані (поряд з назвами «малоруська» та «українська мова»).
- іноді носіями української мови використовувалися назви «материнська мова», «народна мова», «простонародна мова», і навіть «російська бесіда» (на означення саме української, а не російської мови).

Іноземці також вживали такі назви:
- росіяни — «черкаська мова», «білоруська мова».
- поляки — «русинська мова».
- турки — «сарматська мова», «роксоланська мова»,

Назва «українська мова» вживалася, починаючи з XVI ст., на позначення мови козацьких земель, однак до сер. XIX ст. основною назвою мови, що тепер зветься українською, була назва «руська мова». Ця назва почала вносити плутанину від моменту приєднання України до Московії та згодом Російської імперії, оскільки росіяни у XVIII ст. стали позначати свою мову схожим прикметником (рос. русский языкъ).
Після певного періоду вагань, під час якого мову України намагалися відрізняти від російської за допомогою різних назв, назва «українська мова» зрештою поступово перемогла в усіх українських регіонах.

### Закарпаття
Останнім регіоном, де почали використовувати прикметник «український» на означення української мови, заміняючи назви «руснацька», «русняцька», «угроруська», «руська бесіда» або «язик», стало Закарпаття. Одним з перших почав використовувати загальнонаціональну назву української мови Августин Волошин: у «Практичній граматиці руського язика» 1926 р. він наголошує:
|  | «Ся граматика подає правила нашого руського (малоруського) литературного язика. […] Мы говоримо по-руськи. Наш народ жиє не лише на Подкарпатськой Руси, но и за Карпатами: в Галичині і на Україні. Зато наш народ иншак зовеся українським. Наш народ числить сорок міліонів душ». |

1932 р. очолювана Августином Волошиним «Учительська громада Підкарпатської Русі» у своєму «Статуті» записала спеціальний пункт, за яким «на Закарпатті урядова мова є українська». Міністерство внутрішніх справ Чехословаччини не затвердило цей «Статут», а саму вимогу вчителів краю кваліфікувало як протизаконну.
Першим серед закарпатських поетів, що використовував прикметник «український», був В. С. Ґренджа-Донський, який з початку 20-х років почав писати на загальноукраїнські теми. З 1924 р. поет переходить на українську літературну мову, пов'язуючи долю Закарпаття з Великою Україною та закликаючи стати «в ряди під синьо-жовтим прапором», «щоб здобути Україні волю». У 1927 р. у поемі «Ми українці» В. Ґренджа-Донський пише :
|  | Чим ми є, ми не ганьбимося. Знайте, ось чиї ми сини: Ми українцями звемося! А не русняцькі русини. |

У «Маніфесті до українського народу Підкарпаття», виголошеного 17 жовтня 1937 р. з трибуни «Всепросвітянського з'їзду» в Ужгороді, зазначалося:
|  | Ми не хочемо допустити того, щоби на нашій прадідній землі по інструкції відомих ворогів нашого народу і ворогів нашої республіки зробили з нас нігде не існуючий «карпаторусскій» народ, що числив би з одних 400—500 тисяч душ. […] Нема сумніву, що на Підкарпатській Руси не є двох народів. Нема тут жадних «русских», не є жадних маскалів, нема жадних «карпатороссів», а є лиш оден український нарід. Тому одному народові належить одна мова, одна культура і один правопис. |

17 листопада 1938 р. Перша Центральна Українська Народна Рада в телеграмі до центральної влади ЧСР проголосила: «[…] наш народ є народом українським, а не русским, то є великоруським. Тому назва Підкарпатська Русь не відповідає дійсності». Було поставлено вимогу, щоб у новій конституції офіційною назвою Закарпаття була назва «Карпатська Україна». Від 23 жовтня 1938 р. Закарпаття отримало автономію у складі Чехословаччини. 30 грудня 1938 р. розпорядженням уряду Підкарпатської Русі, підписаного А. Волошиним, зазначалося:
|  | «До дефінітивного становлення назви Підкарпатської Русі, по думці § 2, уживати також назви Карпатська Україна». |

15 березня 1939 р. у Хусті було проголошено створення держави «Карпатська Україна», державною мовою оголошувалася українська мова. Від цього моменту назва «українська мова» щодо мови мешканців Закарпаття вживається офіційно. 
Другий раз назву Україна щодо Закарпаття було підтверджено на Першому з'їзді народних комітетів Закарпатської України 26 листопада 1944 р. в Мукачеві.